# Отношения между Русия и Словения
Руско-словенските отношения са двустранните отношения между европейските държави Русия и Словения.
Отношения между двете странни са по-активни в икономическата област, а в политическо отношение са свързани с периодичните опити на Словения да се позиционира като посредник в отношенията на Запада с Русия.
Двете страни поддържат пълни дипломатически отношения. Русия има посолство в Любляна, а Словения – посолство в Москва. Към април 2023 година посланик на Русия в Любляна е Тимур Ейвазов, а посланик на Словения в Москва е Бранко Раковец.

## Политически отношения
Макар да участва в санкциите срещу Русия, наложени след началото на Руско-украинската война, Словения се опитва да поддържа връзките си с Русия. През 2016 година руският президент Владимир Путин посещава страната за откриването на паметник на руски войници, починали в плен през Първата световна война. През февруари 2017 година словенският президент Борут Пахор посещава Москва и подписва две споразумения за двустранно сътрудничество.

## Икономически отношения
Търговските връзки между Русия и Словения са активни, като Русия е най-големият търговски партньор на Словения извън Европейския съюз. Словения е и сред малкото централноевропейски страни с положителен търговски баланс с Русия – през 2016 година словенският износ, главно на фармацевтични продукти, машини и оборудване, е почти 3 пъти по-голям от вноса, най-вече на енергийни суровини.
При посещение на руския министър-председател Владимир Путин през 2011 година Словения обявява присъединяването си към останалия нереализиран проект за руски газопровод „Южен поток“.